# Mixophyes iteratus
A Mixophyes iteratus a kétéltűek osztályának békák (Anura) rendjébe és a Myobatrachidae családjába tartozó faj.

## Elterjedése
Ausztráliában, azon belül Új-Dél-Wales és Queensland államokban honos. Élőhelyének elvesztése fenyegeti.